# Mohamed Kallon
Mohamed Ajay Kallon (Kenema, Sierra Leona, 6 de octubre de 1979) es un exfutbolista y entrenador sierraleonés que jugaba como delantero. Actualmente dirige a la selección de Sierra Leona y al Kallon FC, del cual es dueño también.

## Carrera como jugador

### Inicios
Kallon dio sus primeros pasos en el equipo juvenil de Old Edwardians y también hizo su debut en ese club en 1994. Después de breves etapas en el Tadamon Sour libanés y el Spånga IF sueco, el atacante fue fichado por el Inter de Milán en 1995. Fue cedido sucesivamente al FC Lugano, al Bologna, al Genoa y al Cagliari. Finalmente, en 1999 pasó al Reggina y un año después al Vicenza.

### Inter de Milán
En el verano de 2001 regresó al Inter, con el que hasta entonces no había jugado.En otoño de 2003, dio positivo por dopaje y recibió una sanción de ocho meses. La medida se redujo posteriormente y el delantero regresó al campo en mayo de 2004.

### A.S. Monaco
En julio de 2004, fue transferido al A.S. Monaco por una cifra cercana a los €5 millones.Durante su primera temporada, fue utilizado de manera frecuente, pero rápidamente se enemistó con el entrenador francés Didier Deschamps y fue relegado al banquillo en marzo de 2005.A partir de esta situación, fue cedido al Al-Ittihad saudí por una temporada.
Luego de una campaña sin sobresaltos, rescindió su contrato con el club monegasco en agosto de 2007.En septiembre de 2007, intentó fichar para el Birmingham City, pero no logró obtener un permiso de trabajo en Inglaterra.En aquel momento, Sierra Leona ocupaba el puesto N°79 en la clasificación mundial de la FIFA y el requisito era estar por encima del puesto N°70 para los internacionales no pertenecientes a la Unión Europea.

### Etapa final
El 29 de enero de 2008, firmó un contrato por seis meses con el AEK Atenas, donde marcó tres goles en 11 encuentros disputados.El 25 de agosto, fichó por el Al-Shabab, tras lo cual regresó a su tierra natal para jugar en el Kallon FC en octubre del 2009, club que compró en 2002 por 30.000 dólares.
En marzo de 2010, firmó un acuerdo con el Shaanxi Baorong Chanba, comenzando a jugar en el campeonato chino.En 2011, se mudó a la India para jugar en el Chirag United Kerala de la I-League.Un año más tarde, retornó al Kallon FC donde fue su entrenador en la temporada 2013-14 antes de retirarse del fútbol profesional en marzo de 2016.

## Selección nacional
A la edad de quince años, Kallon se convirtió en el jugador más joven en debutar para la selección de Sierra Leona.Desde entonces, fue un miembro clave de su selección y muy activo en la clasificación para la Copa Mundial de la FIFA. En octubre de 2008, renunció a la capitanía del seleccionado para expresar su disconformidad con el manejo de la Asociación de Fútbol de Sierra Leona.Finalmente, su último partido como internacional fue el 9 de febrero de 2011 en un amistoso frente a Nigeria.

## Carrera como entrenador
En julio de 2013, Kallon inició su carrera como entrenador en el Kallon FC donde se mantuvo por una temporada.El 26 de junio de 2014, fue nombrado al frente de la selección sub-17 de Sierra Leona.Desde 2015 hasta el 2023, se mantuvo como técnico de las diferentes categorías inferiores del Houston Dynamo.
El 1 de octubre de 2023, asumió al frente del Kallon FC por segunda ocasión.En febrero de 2025, fue confirmado como técnico de la selección de Sierra Leona.

## Clubes

### Como jugador
| Club                   | País                   | Año       |
| ---------------------- | ---------------------- | --------- |
| Old Edwardians         | Sierra Leona           | 1994      |
| Tadamon Sour           | Líbano                 | 1994-1995 |
| Spånga IS              | Suecia                 | 1995      |
| Inter de Milán         | Italia                 | 1995-1999 |
| Lugano (cedido)        | Suiza                  | 1995-1997 |
| Bologna (cedido)       | Italia                 | 1997      |
| Genoa (cedido)         | Italia                 | 1997-1998 |
| Cagliari (cedido)      | Italia                 | 1998-1999 |
| Reggina                | Italia                 | 1999-2000 |
| Vicenza                | Italia                 | 2000-2001 |
| Inter de Milán         | Italia                 | 2001-2004 |
| A.S. Monaco            | Francia                | 2004-2007 |
| Al-Ittihad (cedido)    | Arabia Saudita         | 2005-2006 |
| AEK Atenas             | Grecia                 | 2008      |
| Al-Shabab              | Emiratos Árabes Unidos | 2008-2009 |
| Shaanxi Baorong Chanba | China                  | 2010      |
| Chirag United Kerala   | India                  | 2011      |
| Kallon FC              | Sierra Leona           | 2012-2014 |

### Como entrenador
| Club                             | País         | Año           |
| -------------------------------- | ------------ | ------------- |
| Kallon FC                        | Sierra Leona | 2013-2014     |
| Selección sub-17 de Sierra Leona | Sierra Leona | 2014          |
| Kallon FC                        | Sierra Leona | 2023-presente |
| Selección de Sierra Leona        | Sierra Leona | 2025-presente |

## Palmarés

### Como jugador

#### Campeonatos internacionales
| Título                      | Club       | País           | Año  |
| --------------------------- | ---------- | -------------- | ---- |
| Liga de Campeones de la AFC | Al-Ittihad | Arabia Saudita | 2005 |